# Störkathen
Störkathen er en by og kommune i det nordlige Tyskland, beliggende i Amt Kellinghusen i den nordøstlige del af Kreis Steinburg. Kreis Steinburg ligger i den sydvestlige del af delstaten Slesvig-Holsten.

## Geografi
Störkathen ligger fire kilometer nordøst for Kellinghusen i Naturpark Aukrug. Floden Stör løber gennem kommunen. Mod syd går Bundesstraße B206 fra Itzehoe mod Bad Bramstedt, mod øst jernbanelinjen fra Elmshorn til Neumünster.